# Ilbono
Ilbono (sardisk: Irbòno) er en by og en kommune (comune) i provinsen Nuoro i regionen Sardinien i Italien. Byen ligger i 400 meters højde og har 2.252 indbyggere (2016). Kommunen har et areal på 31,13 km² og grænser til kommunerne Arzana, Bari Sardo, Elini, Lanusei, Loceri og Tortolì.